# Chloropsina pulicaria
Chloropsina pulicaria är en tvåvingeart som beskrevs av Ismay 1999. Chloropsina pulicaria ingår i släktet Chloropsina och familjen fritflugor. Inga underarter finns listade i Catalogue of Life.